# Richard Glover (pirate)
Pour les articles homonymes, voir Richard Glover et Glover.
Richard Glover (décédé en 1697 ou 1698) est un pirate et marchand d'esclaves actif dans les Caraïbes et en mer Rouge à la fin des années 1690.

## Biographie
Richard Glover, son beau-frère John Hoar, Thomas Tew et d'autres capitaines obtiennent des lettres de marque du gouverneur de New York Benjamin Fletcher en 1694. Fletcher sera plus tard accusé de collusion, sachant très bien que ces capitaines avaient l'intention de se livrer à des actes de piraterie. Glover reçoit le commandement du Charming Mary, un navire de 200 tonneaux, 16 canons et 80 hommes , propriété de John Beckford, du colonel Russel et du juge Coats. En automne 1694, Glover arme le Charming Mary à la Barbade et navigue vers la côte est de l'Afrique en suivant le Pirate Round (le « parcours du pirate » de Tew, pour y chercher du riz et des esclaves.
Glover arrive au comptoir pirate d'Adam Baldridge sur l'île Sainte-Marie au large de Madagascar en août 1695, où il carène le Charming Mary et fait commerce avec Baldridge. En octobre 1695, il part pour Madagascar chercher des esclaves et faire du commerce.
Peu de temps après le départ de Glover, l'Amity de Thomas Tew, un sloop de 70 tonneaux, 8 canons et 60 hommes, arrive dans la colonie mais sans son capitaine, Tew ayant été tué en combattant des navires maures aux côtés de Henry Every. Sous le commandement de son nouveau capitaine John Ireland, l'Amity est rapidement réparé et repart en décembre pour traquer la Charming Mary.
Ireland parvient à capturer le Charming Mary, mettant Glover et son équipage sur l'Amity, leur laissant toutefois conserver toutes leurs provisions. L'équipage du Charming Mary élit Richard Bobbington comme nouveau capitaine, répare et réapprovisionne le navire, puis navigue vers les Indes orientales. Des sources contradictoires placent Richard Glover en compagnie de Dirk Chivers et / ou John Hoar, capturant des navires maures et d'autres dans la région, bien que ceux-ci puissent confondre ses exploits avec ceux de Robert Glover, ou ceux des autres capitaines de Charming Mary (Ireland, Bobbington et William Mays).
Glover retourne à la Barbade, faisant du commerce d'esclaves en cours de route. L'Amity y est rééquipé en brigantin par les propriétaires originaux du Charming Mary. Il se rend à nouveau au comptoir de Baldridge en janvier 1697, faisant commerce avec lui, ainsi qu'avec son propre beau-frère et collègue pirate John Hoar.
En juin 1697, alors qu'il reste peu de provisions sur le Resolution de Dirk Chivers (pris à Robert Glover au cours d'une mutinerie) et que le navire est gravement endommagé, Chivers capture l'Amity au large de Fort-Dauphin, prend toutes ses provisions et marchandises et démonte ses mâts, voiles et calage pour réparer le Résolution. Ils échoue l'Amity ainsi vidé sur un récif. Plus d'un an plus tard, l'épave de l'Amity était toujours visible.
La fin de Richard Glover n'est pas connue, bien que les archives de New York montrent que son testament - qu'il avait prévu d'écrire et de faire certifier en 1696 avant de reprendre la mer avec l'Amity - a été payé à sa veuve Mary et à ses deux enfants en avril 1698. Il pourrait avoir été parmi un certain nombre de capitaines pirates tués lorsque des indigènes en colère ont envahi et détruit le comptoir de Baldridge en 1697.

## Sources
- (en) Cet article est partiellement ou en totalité issu de l’article de Wikipédia en anglais intitulé « Richard Glover (pirate) » (voir la liste des auteurs).